# Droga parenteralna
Parenteralny (od gr. ἔντερον – énteron „jelito”) czyli pozajelitowy sposób podawania środków chemicznych, głównie leków – metoda dostarczania do organizmu tych środków poza przewodem pokarmowym, na przykład poprzez iniekcje podskórne i wlewy dożylne. 
Przy wstrzyknięciach dożylnych (gdy lek miesza się z krwią) znaczna część leku zostaje rozprowadzona szybko po tkankach, co wywołuje stosunkowo silne i szybkie działanie. Leki podawane podskórnie wchłaniają się zwykle w ciągu 15-20 minut od wstrzyknięcia. Roztwory leków wprowadzanych do ustroju drogą pozajelitową powinny być w większości przypadków izotoniczne, czyli o takim samym ciśnieniu osmotycznym jak naturalne płyny ustrojowe, jałowe i apirogenne.
Do parenteralnego wprowadzania leków zalicza się też podawanie domięśniowe, doszpikowe, dootrzewnowe, dolędźwiowe czy przez drogi oddechowe.